# (7586) Bismarck
Pour les articles homonymes, voir Bismarck.
(7586) Bismarck est un astéroïde de la ceinture principale.

## Description
(7586) Bismarck est un astéroïde de la ceinture principale. Il fut découvert par Lutz Dieter Schmadel et Freimut Börngen le  13 septembre 1991 à Tautenburg. Il présente une orbite caractérisée par un demi-grand axe de 2,78 UA, une excentricité de 0,189 et une inclinaison de 6,85° par rapport à l'écliptique.
Il fut nommé en hommage au chancelier allemand et prince Otto von Bismarck (1815-1898).

## Compléments